# Szapáry Lajos
Dr. gróf muraszombati, széchyszigeti és szapári Szapáry Lajos Mária Hubert Péter (Abony, 1886. szeptember 3. – Dobersberg, 1965. április 28.) nagybirtokos főnemes, jogász, politikus, Baranya és Somogy vármegye, valamint Pécs tjv. főispánja, országgyűlési képviselő, a Felsőház háznagya.

## Élete
Szapáry István gróf és Atzél Konstancia gyermekeként született régi főnemesi családba. Elemi iskoláit magánúton, középiskoláit pedig a kalocsai és a kecskeméti római katolikus főgimnáziumban végezte, majd a Magyaróvári Királyi Gazdasági Akadémián szerzett mezőgazdász oklevelet 1907-ben. Ezután önkéntesként szolgált egy évet a hadseregben, majd a Budapesti Tudományegyetem Állam- és Jogtudományi Karán doktorált 1912-ben. Tanulmányai befejezésével nagy utazásokat tett, bejárta Angliát, Németországot és Franciaországot. Hazatérte után Pest-Pilis-Solt-Kiskun vármegye szolgálatába állt, mint közigazgatási gyakornok a gödöllői járásnál.
Az első világháború kitörésekor ismét bevonult, aktív szolgálatát 1916-ig folytatta, ekkor hazatért. Még abban az évben szolgabíróvá nevezték ki, majd 1920-ban vármegyei aljegyző lett. Élénken részt vett a vármegye életében, tagja volt a vármegyei törvényhatósági bizottságnak és Alberti képviselőtestületének, valamint az Országos Magyar Gazdasági Egyesületnek, a Pestvármegyei Gazdasági Egyesületnek, a Nemzeti Kaszinónak és még sok egyéb szervezetnek is. 1922-ben a választásokon országgyűlési képviselővé választották az Alberti kerületben az Egységes Párt színeiben, mely tisztét aztán a következő parlamenti ciklusban is betöltötte. 1931-ben újból képviselővé választották, de lemondott mandátumáról, mivel Keresztes-Fischer Ferenc távozása után 1931-ben Horthy Miklós kormányzó Somogy és Baranya vármegye, valamint Pécs város főispánjává nevezte ki. Főispánságairól a Gömbös-kormány átalakulása után, az Országgyűlés feloszlatása utáni napon, 1935. március 6-án mondott le, amit két nappal később hivatalosan is elfogadtak. Lemondása után még éveken keresztül Pécsen élt, egészen 1938. szeptemberéi tagja maradt a helyi törvényhatósági bizottságnak is, ugyanis ekkor költözött el a városból Albertire. Közben Pest-Pilis-Solt-Kiskun és Baranya vármegyék törvényhatósági bizottságainak is tagja volt. 1935-ben Pest-Pilis-Solt-Kiskun vármegye a Felsőház póttagjává választotta, majd behívás útján ténylegesen is tagja lett, sőt 1939-től annak háznagyaként is szolgált egészen 1944-ig. A második világháború után családjával együtt Ausztriába menekült, ott élt haláláig, 1965-ig.

### Címei, kitüntetései
- Katonai Érdemérem
- Magyar Érdemrend középkeresztje, 1935.
- Magyar királyi titkos tanácsos, 1943.

### Családja
1914-ben feleségül vette gróf galánthai Esterházy Máriát (1894–1980), öt gyermekük született:
- István Béla László Lajos Hubert (1915–2012) mezőgazdász; neje: szinyei Merse Éva (1921–1988)
- Mária Magdolna Eszter Ladiszlaja (1917–?); férje: Gerog Friedrich von Saurma-Strenzendorf gróf (1911–1983)
- Katalin Erzsébet Mária Jozefina Georgia Gabriella (1918–1985)
- Péter Gedeon László Béla György Hubert (1920–1988) mezőgazdasági mérnök
- Zsuzsanna Mária Karolina (1923–1993); férje: Clyde Armstrong